# Società Sportiva Panigale 1942-1943
Questa voce raccoglie le informazioni riguardanti la Società Sportiva Panigale nelle competizioni ufficiali della stagione 1942-1943.

## Rosa
| N. |                   | Ruolo | Calciatore         |
| -- | ----------------- | ----- | ------------------ |
|    | Italia (bandiera) | D     | Adelfo Benussi     |
|    | Italia (bandiera) | A     | W. Berti           |
|    | Italia (bandiera) | C     | Italo Billi        |
|    | Italia (bandiera) | D     | Germano Bortolotti |
|    | Italia (bandiera) | C     | B. Cocchi          |
|    | Italia (bandiera) | A     | Dante Giacobazzi   |
|    | Italia (bandiera) | D     | Walter Gentili     |
|    | Italia (bandiera) | D     | Dino Lorenzini     |
|    | Italia (bandiera) | C     | Renato Mantovani   |
|    | Italia (bandiera) | A     | Tristano Marchesi  |

| N. |                   | Ruolo | Calciatore       |
| -- | ----------------- | ----- | ---------------- |
|    | Italia (bandiera) | P     | Carlo Masi       |
|    | Italia (bandiera) | D     | A. Mongari       |
|    | Italia (bandiera) | A     | Sergio Montanari |
|    | Italia (bandiera) | A     | Luciano Nerozzi  |
|    | Italia (bandiera) | C     | Guido Pettazzoni |
|    | Italia (bandiera) | A     | Walter Rambaldi  |
|    | Italia (bandiera) | D     | A. Rossetti      |
|    | Italia (bandiera) | A     | Ulderico Roveri  |
|    | Italia (bandiera) | D     | Aldo Tugnoli     |
|    | Italia (bandiera) | C     | Remo Vignoli     |